# A Wave, a WAC and a Marine
A Wave, a WAC and a Marine is een Amerikaanse muziekfilm uit 1944 onder regie van Phil Karlson.

## Verhaal
O. Henry Brown is talentenjager voor een bureau in Hollywood. Hij biedt de leerlingen Judy en Marian bij vergissing een contract aan, omdat hij ze houdt voor de sterren van een voorstelling op Broadway. Zijn chef Margaret Ames is kwaad en ontzet hem tijdelijk uit zijn functie. Henry gaat vervolgens naar een nachtclub met de beide meisjes. De baas vraagt er of ze willen optreden. Tegen alle verwachtingen in wordt hun nummer een succes en de bekende filmproducent J.R. biedt hun een contract aan.

## Rolverdeling
| Acteur             | Personage      |
| ------------------ | -------------- |
| Elyse Knox         | Marian         |
| Ann Gillis         | Judy           |
| Sally Eilers       | Margaret Ames  |
| Richard Lane       | Marty Allen    |
| Marjorie Woodworth | Eileen         |
| Ramsay Ames        | Betty          |
| Henry Youngman     | O. Henry Brown |
| Charles Marshall   | Red            |
| Alan Dinehart      | R.J.           |
| Billy Mack         | Billy Mack     |
| Cy Kendall         | Mike           |
| Aileen Pringle     | Journaliste    |
| Jack Mulhall       | Barman         |
| Mabel Todd         | Verpleegster   |
| Milt Bronson       | Milt Bronson   |